# Abedin (cratère)

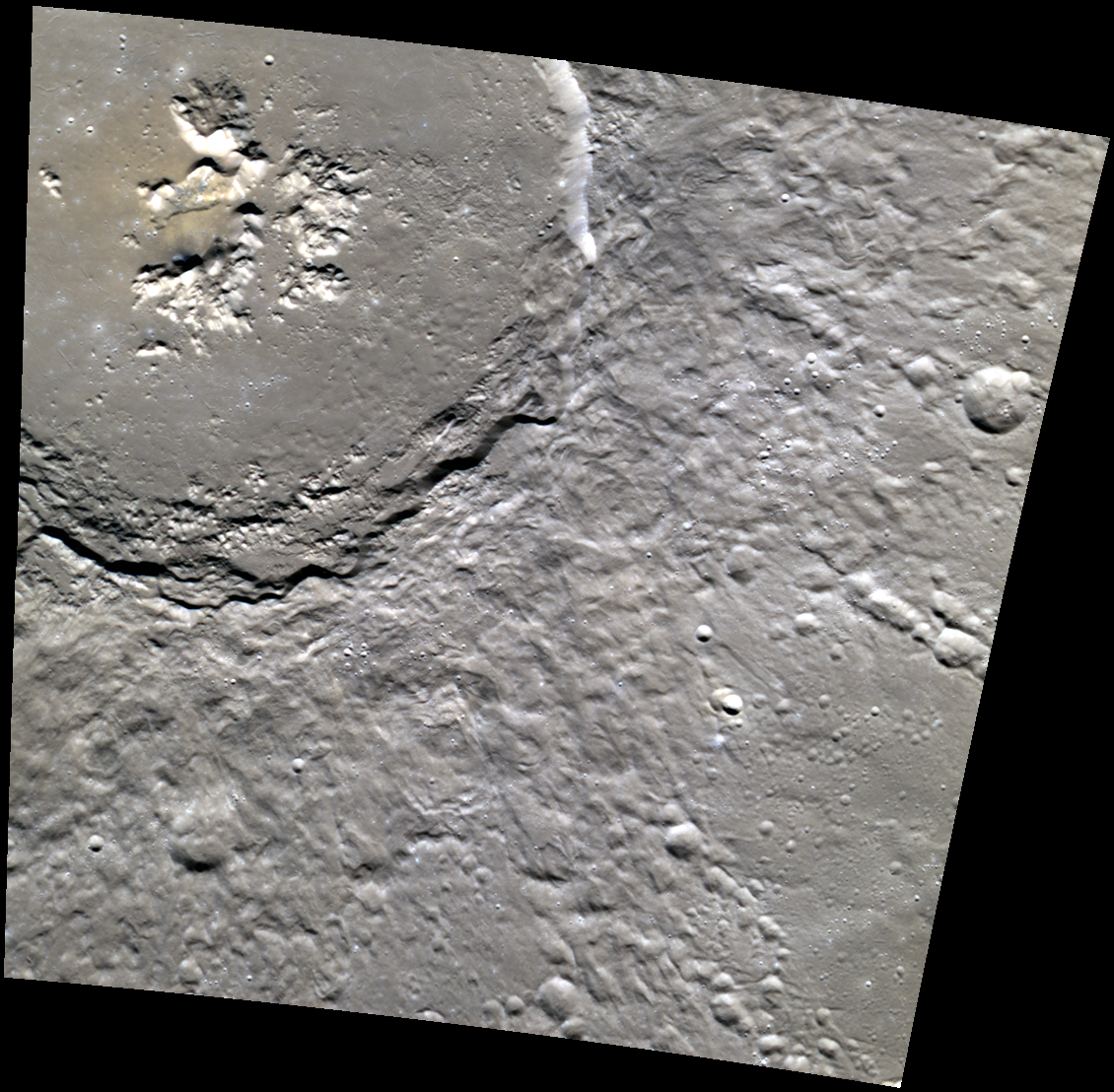
Image couleur d'Abedin

Abedin est un cratère sur Mercure. Il porte le nom du peintre bangladais Zainul Abedin. Il présente une structure de cratère complexe avec un sol lisse, des terrasses murales et un complexe de pics central. Les chaînes de petits cratères entourant Abedin sont des cratères secondaires formés par les éjectas de l'impact initial. La section nord-ouest de la couverture d'éjection continue d'Abedin semble avoir une réflectance plus faible que le reste du matériau adjacent au bord du cratère. Ce schéma suggère que le matériau plus sombre résidait à une certaine profondeur sous la partie nord-ouest de la zone cible avant l'impact et a été excavé puis déposé pendant la formation du cratère. 

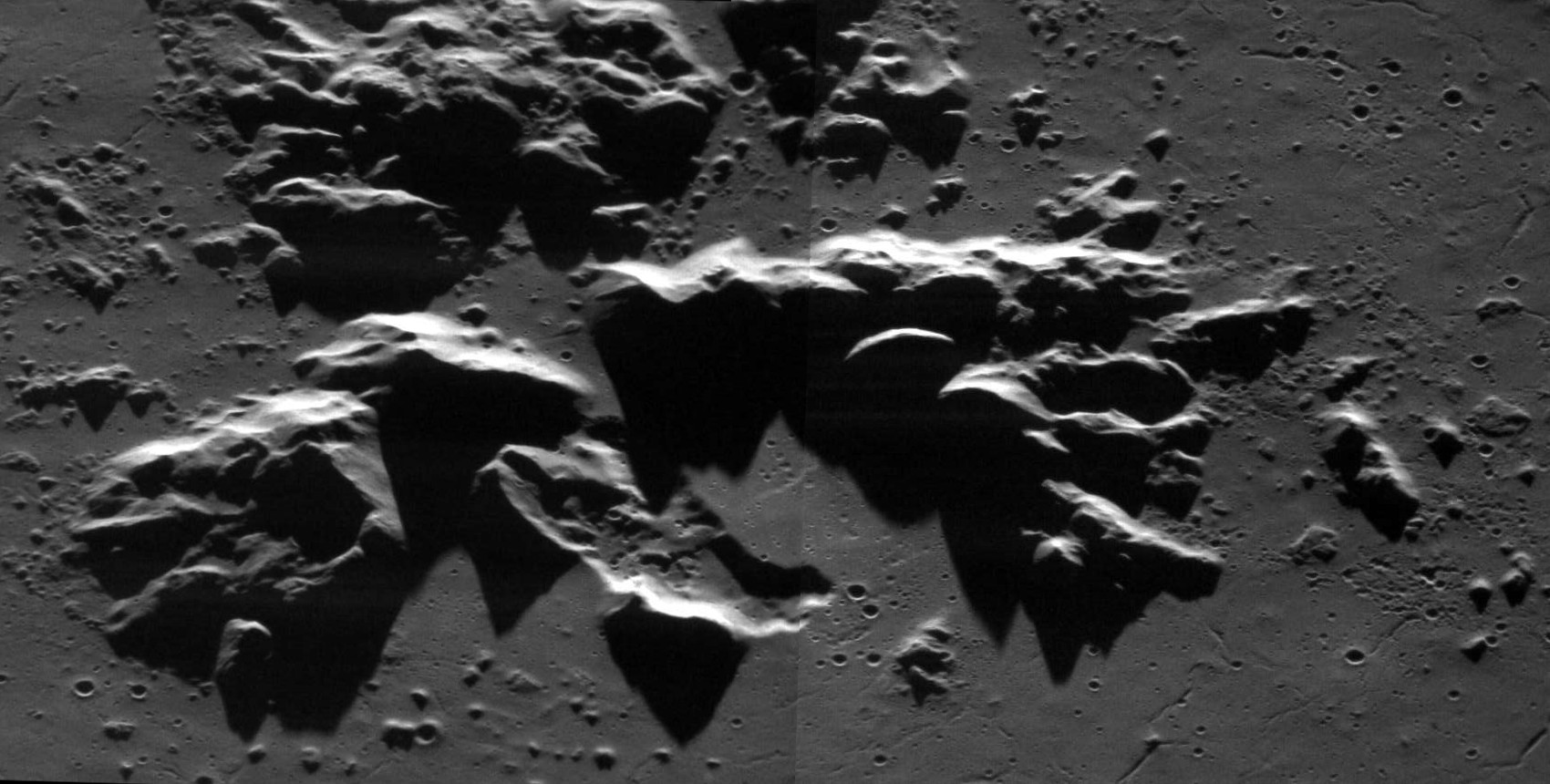
Mosaïque de pics centraux.

## Compléments